# Mamma bianca
Mamma bianca è un film TV del 1980 diretto da Jackie Cooper, adattamento del romanzo omonimo di Robert CS Downs.
L'attrice Bette Davis nel ruolo di “mamma bianca”, una povera donna anziana che vive in un ghetto e fa amicizia con un giovane afro-americano. Egli le offrirà la sua protezione ed ella sarà per lui come una madre.
Per la sua performance, Bette Davis fu candidata al Premio Emmy come migliore attrice in una produzione televisiva.